# Rien sur Robert
Rien sur Robert je francouzský hraný film z roku 1999, který režíroval Pascal Bonitzer podle vlastního scénáře. Snímek měl světovou premiéru na mezinárodním filmovém festivalu v Berlíně dne 13. února 1999.

## Děj
Didierův život se obrátí vzhůru nohama po hádce s přítelkyní Juliette a napsání recenze na film, který neviděl. Juliette ho opouští a on se setkává s Aurélie, podivnou mladou ženou.

## Obsazení
| Fabrice Luchini       | Didier Temple                       |
| Sandrine Kiberlainová | Juliette Sauvage                    |
| Valentina Cervi       | Aurélie Coquille                    |
| Laurent Lucas         | Jérôme Sauveur                      |
| Nathalie Boutefeu     | Violaine Rachat                     |
| Édouard Baer          | Alain de Xantras                    |
| Denis Podalydès       | Martin                              |
| Michel Piccoli        | Ariel Chatwick-West, Martinův strýc |
| Violetta Sanchez      | Ariane Morgenstern                  |
| Wilfred Benaïche      | Igor                                |
| Marilú Marini         | Ana, matka Aurélie                  |
| Bernadette Lafont     | matka Juliette                      |
| Micheline Boudet      | Didierova matka                     |
| Alexis Nitzer         | Didierův otec                       |
| Dimitri Rataud        | Arthur, Didierův bratr              |